# Johann Andreas Schmeller

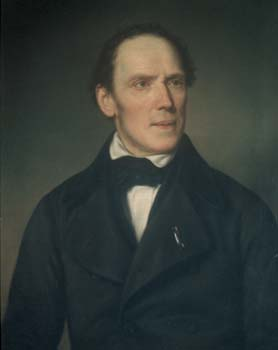
Johann Andreas Schmeller

Johann Andreas Schmeller (* 6. August 1785 in Tirschenreuth; † 27. Juli 1852 in München) war ein Germanist und bayerischer Sprachforscher. Er gilt als Begründer der modernen Mundartforschung in Deutschland. Sein bleibendes Verdienst ist ein vierbändiges Bayrisches Wörterbuch, in dessen Nachfolge das derzeit in Arbeit befindliche Bayerische Wörterbuch steht.

## Leben und Werk
Die Vorfahren waren Bauern im Stiftland des Klosters Waldsassen. Seine Eltern Johann Joseph und Maria Barbara Schmeller übersiedelten aus Griesbach (Mähring) nach Tirschenreuth, wo der Vater ein kleines Häuschen baute und seinen Lebensunterhalt zunächst als „Straßeneinschäufler“ und dann als „Kürbenzäuner“ (Korbmacher) verdiente. Dort wurde Johann als fünftes Kind der Familie geboren. Als er eineinhalb Jahre alt war, entschloss sich die Familie zum Umzug ins reichere Oberbayern, um den ärmlichen Lebensbedingungen zu entfliehen; in Regensburg wäre die Familie beinahe, wie er in seinen Lebenserinnerungen schilderte, an Bord eines Auswandererschiffes gegangen, um auf der Donau nach Ungarn auszuwandern. Doch zog die Familie auf Wunsch der Mutter weiter nach Süden und erwarb um 300 Gulden ein kleines landwirtschaftliches Anwesen (das Roun-Gütl) in Rinnberg, Gemeinde Rohrbach, Landkreis Pfaffenhofen an der Ilm, wo er seine weitere Kindheit und Jugend verlebte.
Sein Vater besaß Vorbildung und Geschick genug, um den Knaben Andreas selbst so weit zu bringen, dass er mit acht Jahren schon ganz ernsthaft einen kleinen Schulmeister für die Kinder des heimatlichen Weilers abgeben konnte. So wurde der Pfarrer Anton Nagel auf ihn aufmerksam, ein Mann mit lebhaftem Sinn für die Geschichte und die Volksart Bayerns, der ihn zuerst in seinen eigenen Unterricht nahm (Dorfschule von Pörnbach) und bald darauf in der Lateinschule und im Seminar des Benediktinerklosters Scheyern unterbrachte.
Später wechselte er an das Gymnasium in Ingolstadt, anschließend an das (heutige) Wilhelmsgymnasium in München, das er 1801 abschloss, worauf er seine Studien am Lyzeum München fortsetzte, das er aber 1803 ohne Abschluss verließ.

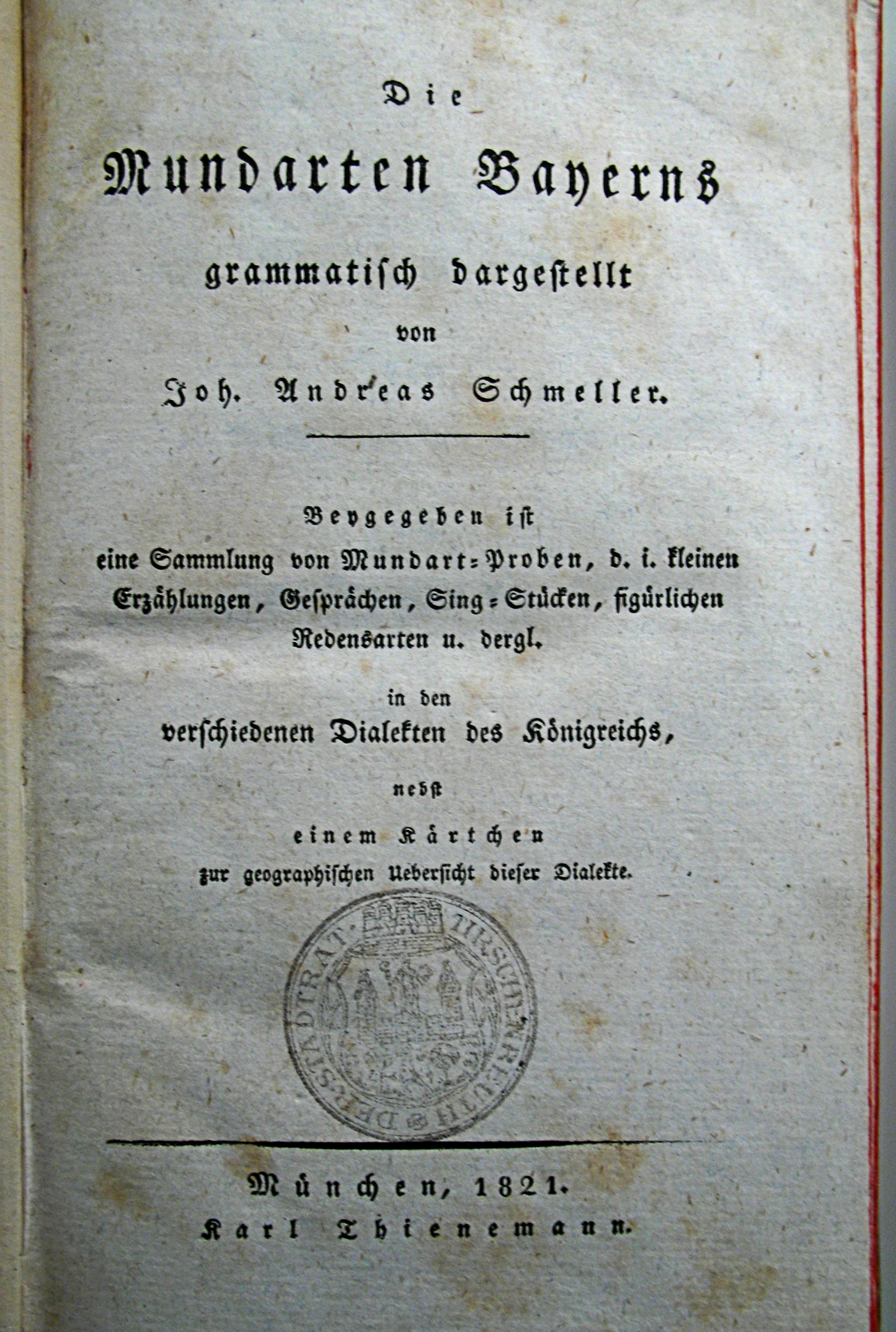
„Die Mundarten Bayerns“

Pädagogisch interessiert, von der Aufklärung geprägt und von den Ideen der Französischen Revolution beeindruckt, ging er 1804 zu Johann Heinrich Pestalozzi in die Schweiz, der für ihn aber keine Verwendung hatte. So ließ er sich noch 1804 als Soldat in den spanischen Dienst anwerben und wurde Assistent an der von Franz Voitel neu gegründeten Schule für Offiziersschüler in Madrid, dem Real Instituto Militar Pestalozziano.
Ab 1809 war er als Lehrer in Basel an einer von Johann Samuel Hopf (1784–1830) gegründeten privaten Lehr- und Erziehungsanstalt für Knaben, die im Januar 1813 wegen sinkender Schülerzahlen geschlossen werden musste. Daraufhin kehrte er in die Heimat zurück und wurde 1814 Oberleutnant in einem Jägerbataillon der bayerischen Armee, bei der er 1823 den Status eines bei „Civilstellen practicirenden Offiziers“ erhielt. 1815 unternahm er seinen ersten Versuch einer grammatischen Darstellung der bairischen Mundart, 1821 erschien der erste Band seines phonetischen Alphabets sowie Die Mundarten Bayerns grammatisch dargestellt (Neudruck 1929). Mit ihr wurde er der Begründer der wissenschaftlichen Dialektologie.

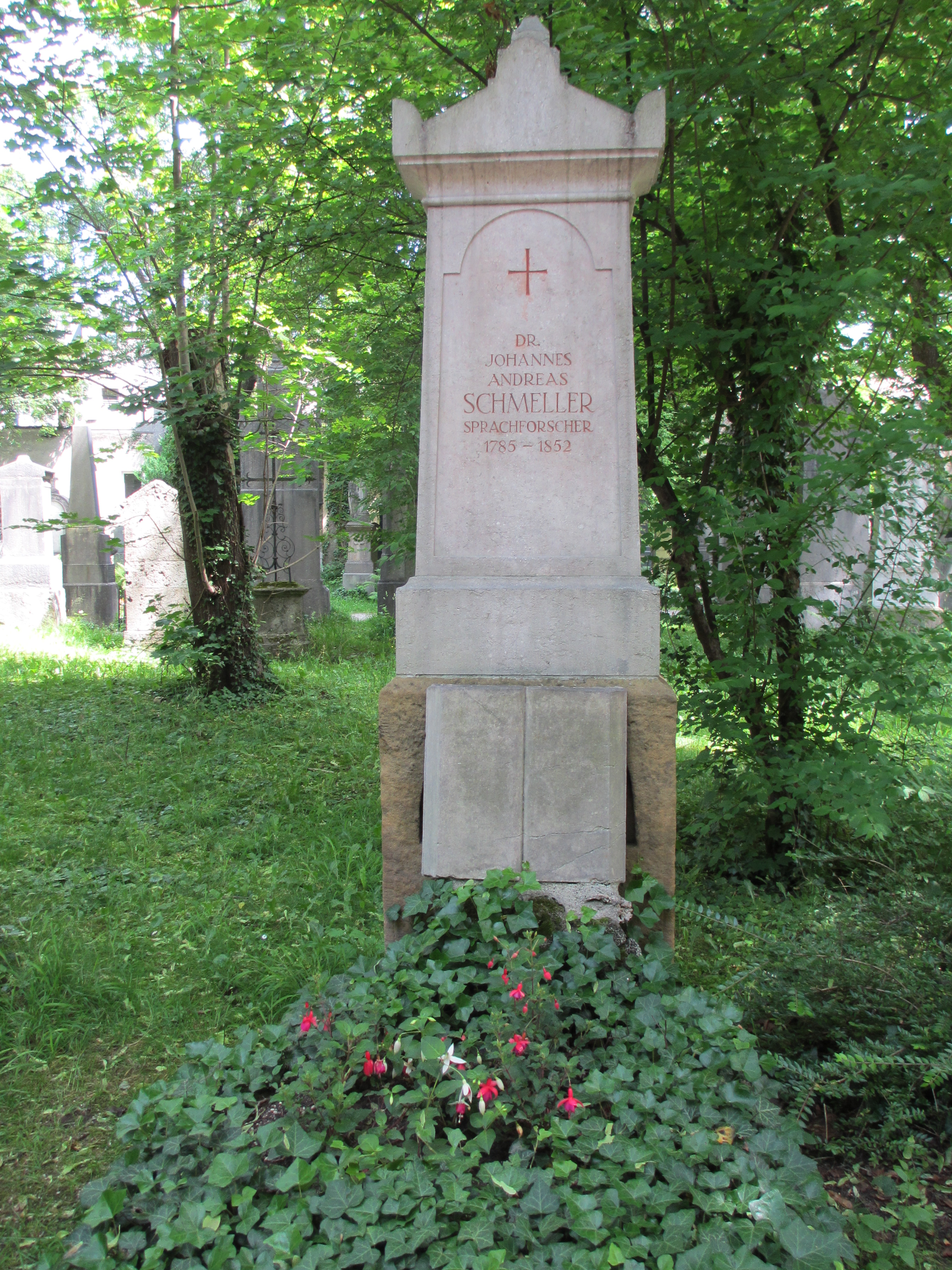
Das Grab von Schmeller auf dem Alten Südlichen Friedhof in München (Gräberfeld 2, Reihe 7, Platz 40 –)

1824 wurde er außerordentliches Mitglied der Bayerischen Akademie der Wissenschaften, 1829 zum ordentlichen Mitglied gewählt, eine von schließlich zwölf Mitgliedschaften in Gelehrtengesellschaften des In- und Auslandes. In den Jahren 1827 bis 1837 schuf er, zunächst gefördert vom bayerischen Kronprinzen Ludwig I., sein Hauptwerk, das vierbändige Bayerische Wörterbuch, das zum Vorbild und zur Norm aller Mundartwörterbücher wurde. Ab 1826 hielt er Vorlesungen an der Universität München und wurde von ihr 1827 mit der Ehrendoktorwürde ausgezeichnet. Im gleichen Jahr wurde er Professor am Kadettenhaus in München und 1828 außerordentlicher Professor der altdeutschen bzw. altgermanischen Sprache und Literatur an der Münchner Universität. 1829 wurde er zum Kustos der Hof- und Staatsbibliothek ernannt, wo er die Handschriftenabteilung betreute. Er inventarisierte den ganzen Bestand von 27.000 Handschriften, die größtenteils durch die Säkularisation aus bayerischen Klöstern in Staatsbesitz gelangt waren. 1844 lehnte er den Ruf der Münchner Universität für eine Professur für slawische Sprachen ab, er wurde stattdessen Unterbibliothekar an der königlichen Bibliothek. 1846 nahm er dann den Ruf an die Ludwig-Maximilians-Universität München auf den Lehrstuhl für altdeutsche Sprache und Literatur an. 1848 versuchte er sich politisch zu betätigen, indem er sich vom Freisinnigen Verein als Wahlkandidat zur konstituierenden deutschen Nationalversammlung aufstellen ließ.
Außer den genannten Hauptwerken und zahlreichen Abhandlungen edierte er zumeist althochdeutsche Texte Münchener Handschriften, so u. a. 1830 die von ihm Heliand betitelte altsächsische Evangelienharmonie, 1832 das althochdeutsche Weltuntergangsgedicht Muspilli, 1838 Ruodlieb und 1841 die althochdeutsche Übersetzung der sonst dem Tatian, von ihm aber dem Ammonios zugeschriebenen Evangelienharmonie. Und nicht zuletzt gab Schmeller 1847 die 1803 gefundenen Carmina Burana als Carmina Burana – Lieder aus Benediktbeuern heraus. In der Mitte des 19. Jahrhunderts besuchte Schmeller die zimbrischen Sprachinseln am Südhang der Alpen und stellte fest, dass es sich dabei um ein archaisches Südbairisch handelt. Sein Cimbrisches Wörterbuch erschien postum 1855.
Schmeller starb 1852 in München an der Cholera. Die Grabstätte von Schmeller befindet sich auf dem Alten Südlichen Friedhof in München (Gräberfeld 2, Reihe 7, Platz 40 – Standort). Vor dem einfach gestalteten Grabstein liegt am Sockel ein aufgeschlagenes Buch.

## Familie
Seine Ehefrau Juliane oder Juliana, geborene Harm, verwitwete Auer, heiratete Schmeller erst, als die gemeinsame Tochter Emma (1818–1900) fast erwachsen war. Der gemeinsame Sohn Otto Franz Seraph, geboren am 4. Oktober 1819, wurde nur eine Woche alt. Schmeller hatte die Witwe des Porzellanmalers Anton Auer, die von diesem die Söhne Maximilian Joseph und Franz von Paula hatte, 1816 kennengelernt. Eine Eheschließung war aus finanziellen Gründen lange nicht möglich: Schmeller konnte die vorgeschriebene Summe Geldes, die Voraussetzung für eine Heiratserlaubnis war, lange nicht vorweisen und Auers Witwenpension war nötig, um die Familie zu erhalten. Als im Jahr 1848 Lorenz Tutschek um die Hand seiner Tochter anhielt, musste Schmeller diesem mitteilen, dass er „der vorgeschriebenen Caution von zehntausend Gulden“ „bey weitem“ nicht gewachsen war, so dass die Ehe nicht zustande kam.
Schmeller verleugnete nie seine Herkunft. Für seine Eltern ließ er einen Grabstein errichten, auf dem sich das Relief eines geflochtenen Korbes befindet, als Erinnerung an den einfachen Beruf seines Vaters.

## Sprachen
Johann Andreas Schmeller beherrschte bzw. beschäftigte sich mit folgenden Sprachen: Altenglisch, Altfriesisch, Altgriechisch, Althochdeutsch, Altkirchenslawisch, Altnordisch, Arabisch, Bairisch, Dänisch, Englisch, Französisch, Gotisch, Hebräisch, Italienisch, Latein, Neugriechisch, Niederländisch, Persisch, Polnisch, Portugiesisch, Russisch, Sanskrit, Schwedisch, Spanisch, Tschechisch, Ungarisch und hörte in seinen späteren Lebensjahren noch Vorlesungen über Chinesisch.

## Nachwirkungen, Ehrungen
- Büsten von Johann Andreas Schmeller befinden sich in der Ruhmeshalle in München und in seinem Geburtsort Tirschenreuth.
- Die 1979 auf Initiative von Robert Hinderling gegründete Johann-Andreas-Schmeller-Gesellschaft mit Sitz in Tirschenreuth erforscht den dialektologischen und literarischen Nachlass Johann Andreas Schmellers, fördert die Bekanntmachung seines Werks in der Öffentlichkeit und unterstützt im Sinne Schmellers Mundartpflege und -forschung. Sie verleiht seit 1985 den Schmeller-Preis für hervorragende wissenschaftliche Leistungen in Schmellers Arbeitsfeldern sowie einen Förderpreis.[8] Sie gibt ferner ein Jahrbuch heraus.[9]
- Der Landkreis Tirschenreuth verleiht für besondere Verdienste im Ehrenamt die Johann-Andreas-Schmeller-Medaille.
- Nach Johann Andreas Schmeller wurden das naturwissenschaftliche und sprachliche Gymnasium in Nabburg, die Realschule in Ismaning und die Hauptschulen in Tirschenreuth und Scheyern benannt.
- Im Regensburger Stadtteil Ziegetsdorf ist eine Straße nach ihm benannt.[10]

## Schriften (Auswahl)
- Die Mundarten Bayerns grammatisch dargestellt. Beygegeben ist eine Sammlung von Mundart-Proben […] in den verschiedenen Dialekten des Königreichs, nebst einem Kärtchen […]. München 1821 ()
- Bayerisches Wörterbuch. Cotta, Stuttgart und Tübingen
  - Band 1: A, E, I, O, U, B, P, D, T, F, V (1827) (Digitalisat)
  - Band 2: G, H, J (Cons.), K, Q, L, M, N (1828) (Digitalisat)
  - Band 3: R und S (1836) (Digitalisat)
  - Band 4: W und Z (1837) (Digitalisat)
    - 2. Auflage bearbeitet durch Georg Karl Frommann. Oldenbourg, München
      - Band 1: (enthaltend Band 1 und 2 der ersten Auflage) 1872 (Digitalisat), (durchsuchbares Digitalisat)
      - Band 2: (enthaltend Band 3 und 4 der ersten Auflage) 1877 (Digitalisat), (durchsuchbares Digitalisat)
        - Johann Andreas Schmeller: Bayerisches Wörterbuch. 2. Auflage. Band 1. München 1872, S. 908 (archive.org).
        - Johann Andreas Schmeller: Bayerisches Wörterbuch. 2. Auflage. Band 2. München 1877, S. 690 (archive.org).
- Regiae Bibliothecae Monacensis Codices latini mss. recensiti ab J. A. Schmellero, München, circa 1836–1852. Band 1: Clm 701–999 (Digitalisat); Band 2: Clm 2501–4432 (Digitalisat); Band 3: Clm 4451–8100 (Digitalisat); Band 4: Clm 8101–12122 (Digitalisat); Band 5: Clm 12200–16603 (Digitalisat); Band 6: Clm 17001–26297 (Digitalisat); Band 7: Clm 26600–28641 (Digitalisat); Band 8: Clm 28642–(Digitalisat)
- Die deutschen Handschriften der K. Hof- und Staatsbibliothek zu München: nach J. A. Schmellers kürzerem Verzeichniss. Palm München 1866, Band 1 (Digitalisat); Band 2 (Digitalisat)
- Über Schrift und Schriftunterricht. Ein ABC-Büchlein in die Hände Lehrender (1803), Sitzungsberichte der Bayerischen Akademie der Wissenschaften, München 1965 (zur Online-Version; dort auch etliche weitere Publikationen kostenfrei online).
- Cimbrisches Wörterbuch. K. K. Hof- und Staatsdruckerei, Wien 1855 (Digitalisat).